# Marmon-Herrington
La Marmon-Herrington Company, Inc. es un fabricante estadounidense de sistemas de tracción integral para camiones y otros vehículos. Anteriormente, la compañía construyó vehículos militares y algunos tanques durante la Segunda Guerra Mundial, y hasta principios de la década de 1960 fue fabricante de camiones y trolebuses. Marmon-Herrington formó una sociedad conjunta con Ford, produciendo camiones y otros vehículos comerciales, como autobuses. La compañía es conocida por sus adaptaciones a la tracción total de los camiones de otros fabricantes, especialmente de los modelos de Ford. Fundada en 1931, Marmon-Herrington tenía su sede en Indianápolis, con una planta en Windsor (Ontario), y permaneció en Indianápolis hasta 1963, cuando se trasladó a Louisville, en el estado de Kentucky.

## Historia

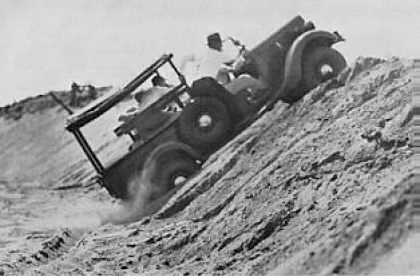
Camioneta Ford de 1/2 tonelada convertida con tracción en las cuatro ruedas por Marmon-Herrington. Entregado en pequeñas cantidades a los ejércitos de Estados Unidos y Bélgica, y a algunos otros países, alrededor de 1936

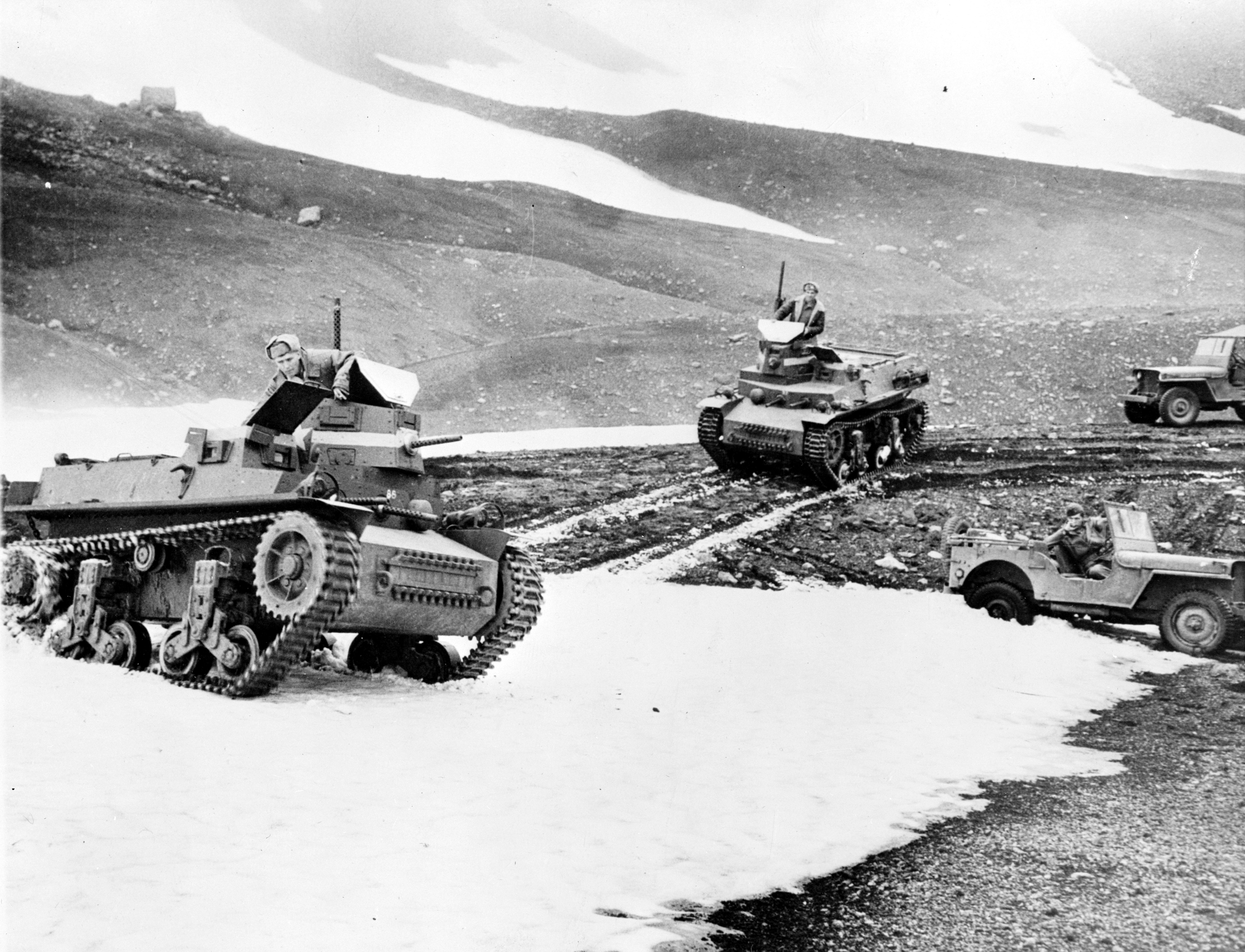
Dos tanques estadounidenses Marmon-Herrington CTLS (Combat Tank Light Series) maniobrando en un paso de montaña en Alaska en 1942

Fundada en 1931 por Walter C. Marmon y Arthur W. Herrington, la empresa fue la sucesora de la Marmon Car Company, un fabricante de automóviles de alta calidad y precio elevado desde 1902 hasta 1933. A principios de la década de 1930, con la economía de los EE. UU. afectada por el inicio de la Gran Depresión, el mercado de coches de lujo de prestigio se derrumbó casi por completo. Para mantener su negocio en marcha, Marmon se asoció en 1931 con el ex ingeniero militar Arthur Herrington, con una nueva idea para centrarse en la construcción de camiones con tracción total. De esta forma, la nueva compañía pasó a llamarse Marmon-Herrington, creada inicialmente como una división dedicada a la producción y desarrollo de camiones militares de la Marmon Motor Car Company.

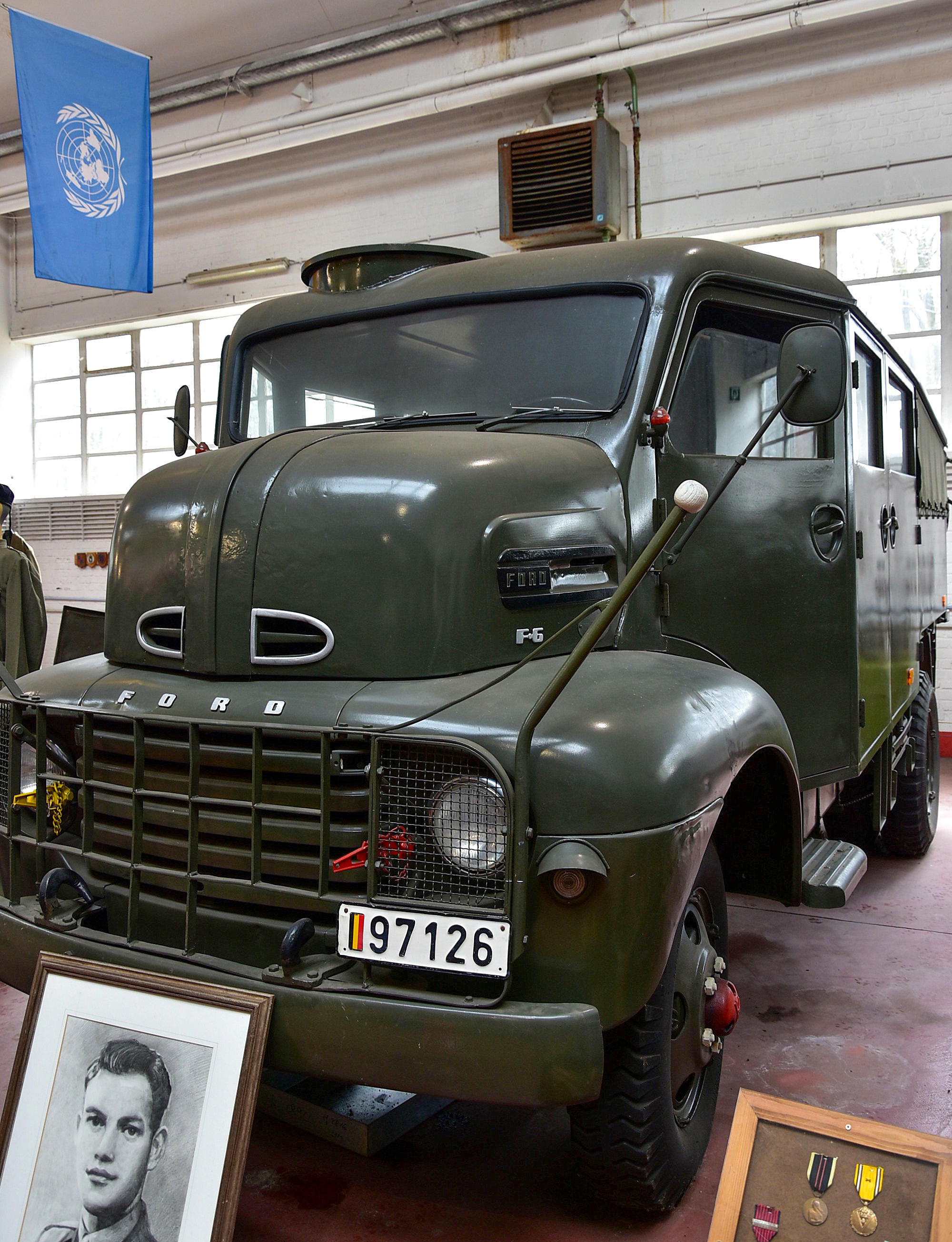
Ford F-6 Marmon-Herrington, producido en una factoría en Amberes

Marmon-Herrington (MH) tuvo un comienzo exitoso en marzo de 1931, cuando la compañía se adjudicó un contrato para suministrar 33 camiones de reabastecimiento de aviones T-1 4x4, propulsados por motores Hércules de 6 cilindros. A este primer pedido le siguieron otros encargos de vehículos 4x4 y 6x6 para los ejércitos estadounidense y persa, diseñados para su uso como transportes de carga general, remolque de armamento ligero, talleres mecánicos móviles y camiones de auxilio. También se fabricaron vehículos blindados, exploradores y de reconocimiento, algunos con dirección y tracción en las cuatro ruedas. En 1932, Marmon-Herrington construyó la primera combinación de camión y remolque con tracción en las cuatro ruedas, y los camiones más grandes jamás fabricados hasta ese momento, para la construcción de tuberías de petróleo en Irak. La producción de vehículos con tracción en las cuatro ruedas (AWD) y la conversión de vehículos existentes a la tracción total fueron algunos de los productos más destacados de la compañía. Las camionetas ligeras Ford con conversiones a tracción total realizadas por Marmon-Herrington se vendieron con éxito a las fuerzas armadas de los EE. UU. y a varios gobiernos extranjeros.

Marmon-Herrington también fabricó furgonetas de reparto y vehículos de pasajeros. La empresa diseñó un vehículo blindado militar que podía construirse sobre un chasis de camión comercial. El diseño fue adoptado por Sudáfrica en 1938, cuyo resultado se conoció como el Marmon-Herrington Armoured Car, que fue utilizado por los ejércitos británico y de la Commonwealth en la Campaña en África del Norte durante la Segunda Guerra Mundial.

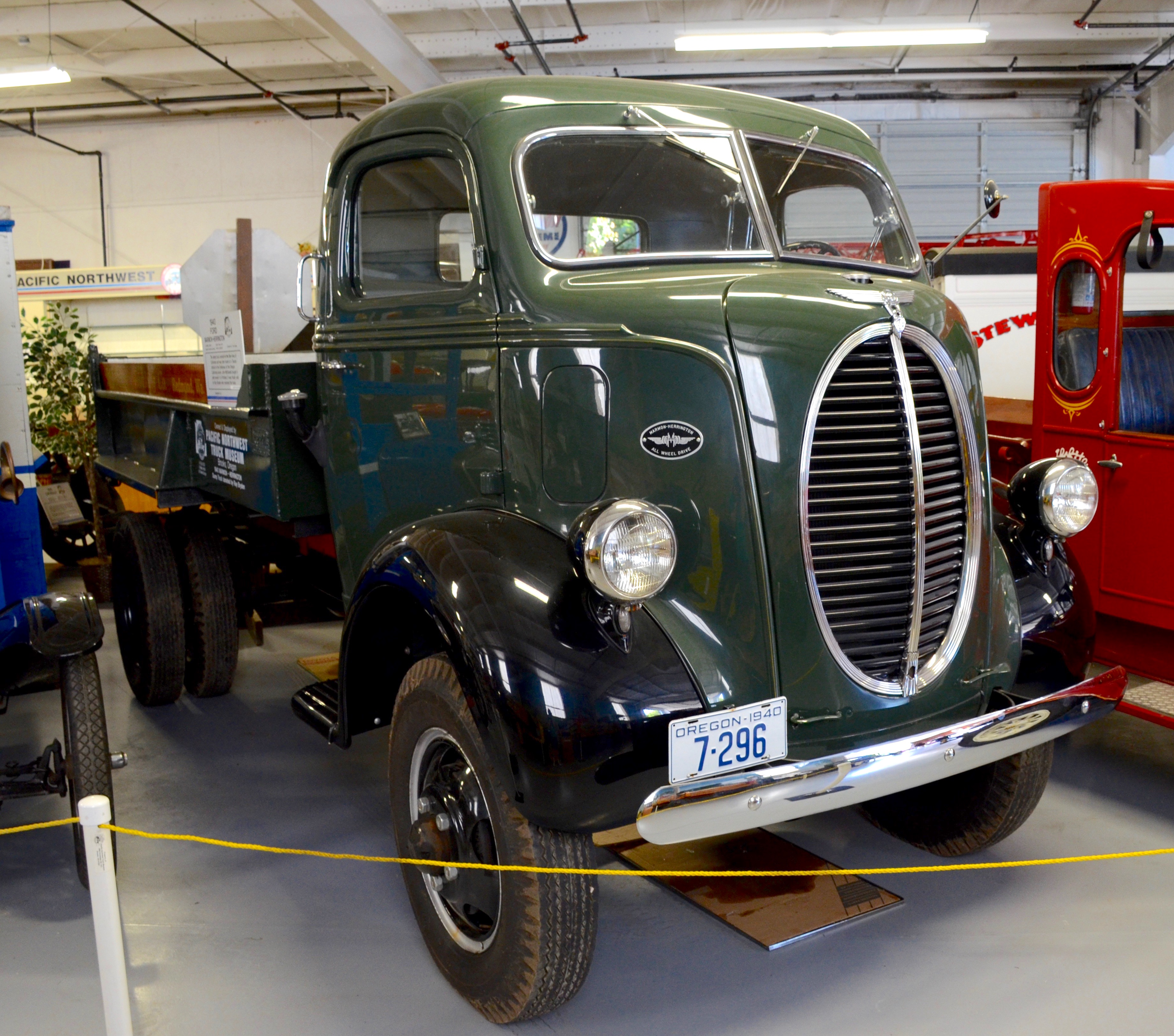
Un camión volquete Ford/Marmon-Herrington de 1940 conservado en el Museo de Camiones del Noroeste del Pacífico, en Oregón

En este período, los británicos estaban buscando un tanque ligero aerotransportado especialmente diseñado para reemplazar al tanque ligero Tetrarch, pero decidieron no fabricar el tanque en Gran Bretaña debido a la falta de capacidad de producción. En cambio, se dirigió al gobierno estadounidense con una solicitud de que produjera un reemplazo para el carro de combate Tetrarch. Esta solicitud fue realizada por la Comisión Aérea Británica en Washington D. C., con una propuesta que solicitaba que se desarrollara un tanque de entre 9 t (8,9 LT) y 10 t (9,8 LT), siendo este el peso máximo que la Oficina de Guerra había decidido que podía transportarse de acuerdo con la tecnología de planeadores del momento. Al Departamento de Artillería de los Estados Unidos se le dio la tarea de desarrollar el tanque propuesto, para lo que solicitó diseños a tres empresas estadounidenses: General Motors, J. Walter Christie y Marmon-Herrington. El diseño ofrecido por Christie a mediados de 1941 fue rechazado porque no cumplía con los requisitos de tamaño especificados, al igual que un diseño modificado que la empresa produjo en noviembre. En una conferencia en mayo de 1941, el Departamento de Artillería eligió el diseño de Marmon-Herrington y solicitó que la compañía produjera un tanque prototipo, que se completó a finales de 1941. El blindado, que primero recibió el nombre de fábrica de Tanque Ligero T9 (Aerotransportado), acabaría siendo designado oficialmente como M22.
La compañía también fabricó camiones de bomberos para aeropuertos, como el Marmon Herrington MB-1 y el Marmon Herrington MB-5. Fueron utilizados principalmente por la Fuerza Aérea de los Estados Unidos y la Armada de los Estados Unidos. También se produjeron adaptaciones civiles durante la posguerra, conocidas como "Brush Breaker".

## Trolebuses

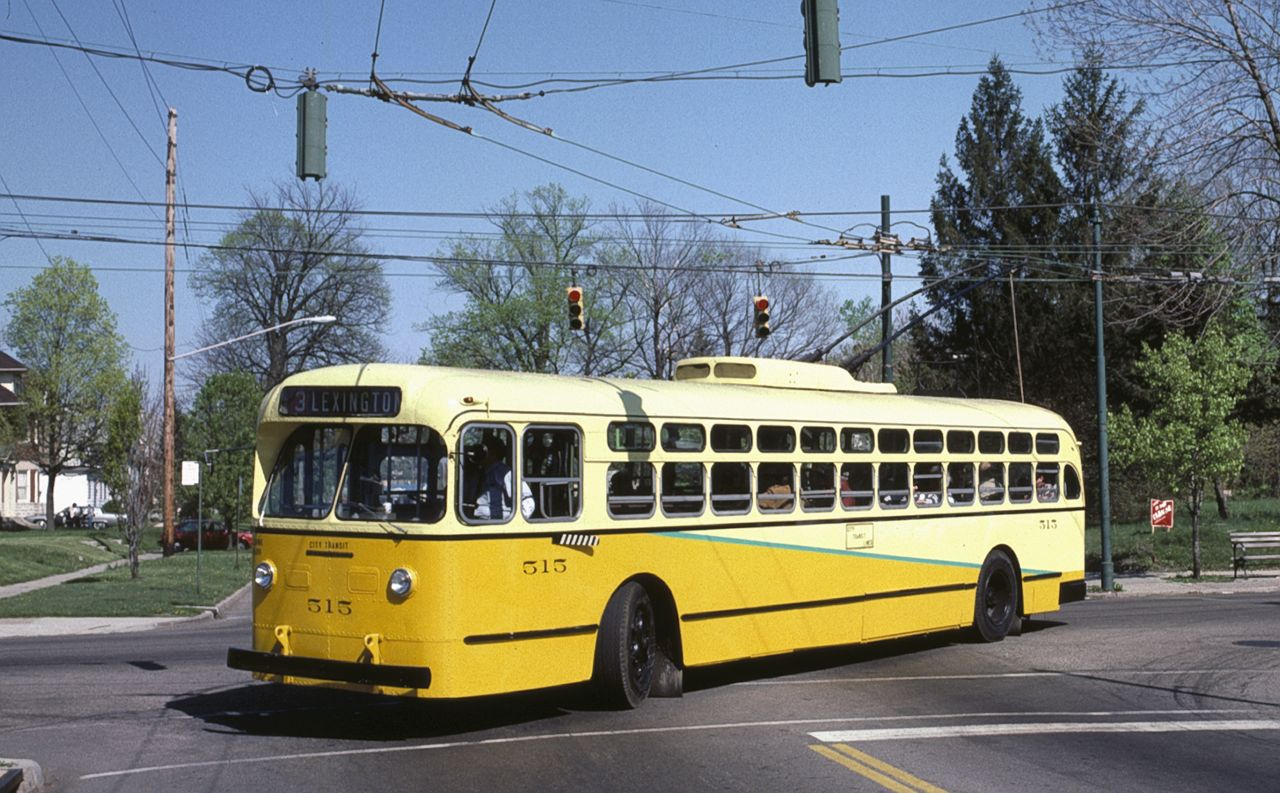
Un trolebús Marmon-Herrington TC48 de 1949 en el sistema de trolebuses de Dayton, Ohío

La incursión de la compañía en la fabricación de autobuses urbanos comenzó en 1946, cuando produjo su primer trolebús. El final de la Segunda Guerra Mundial había traído una fuerte caída en la necesidad de vehículos militares, por lo que Marmon-Herrington buscó otra área de fabricación de vehículos en la que pudiera encontrar nuevos negocios. Sus primeros trolebuses introdujeron características innovadoras, como carrocerías ligeras monocasco y paredes laterales resistentes de doble viga, que hicieron del Marmon-Herrington el modelo más vendido de la posguerra. Sus trolebuses tuvieron éxito en las flotas de muchas ciudades de América del Norte, sobre todo en Chicago y San Francisco, que compraron grandes cantidades: Chicago compró 349 unidades en un solo pedido (entregado en 1951-1952), un récord para la compañía. Marmon-Herrington suministró trolebuses a 16 ciudades diferentes en el
Entre los principales compradores estadounidenses figuraron la Compañía del Ferrocarril Urbano de Cincinnati, que compró 214 unidades, y el Ferrocarril de Cleveland, con 125. También se vendieron vehículos a dos ciudades de Brasil. Los modelos principales fueron el TC44, el TC48 y el TC49, cuyas cifras indican el número de asientos. Se produjo un solo pedido del modelo TC40 de 40 asientos para San Francisco, e igualmente, el TC46 se produjo para un solo cliente, la compañía de Trolebuses de Filadelfia, antes de que Marmon-Herrington lo reemplazara por el modelo TC48.

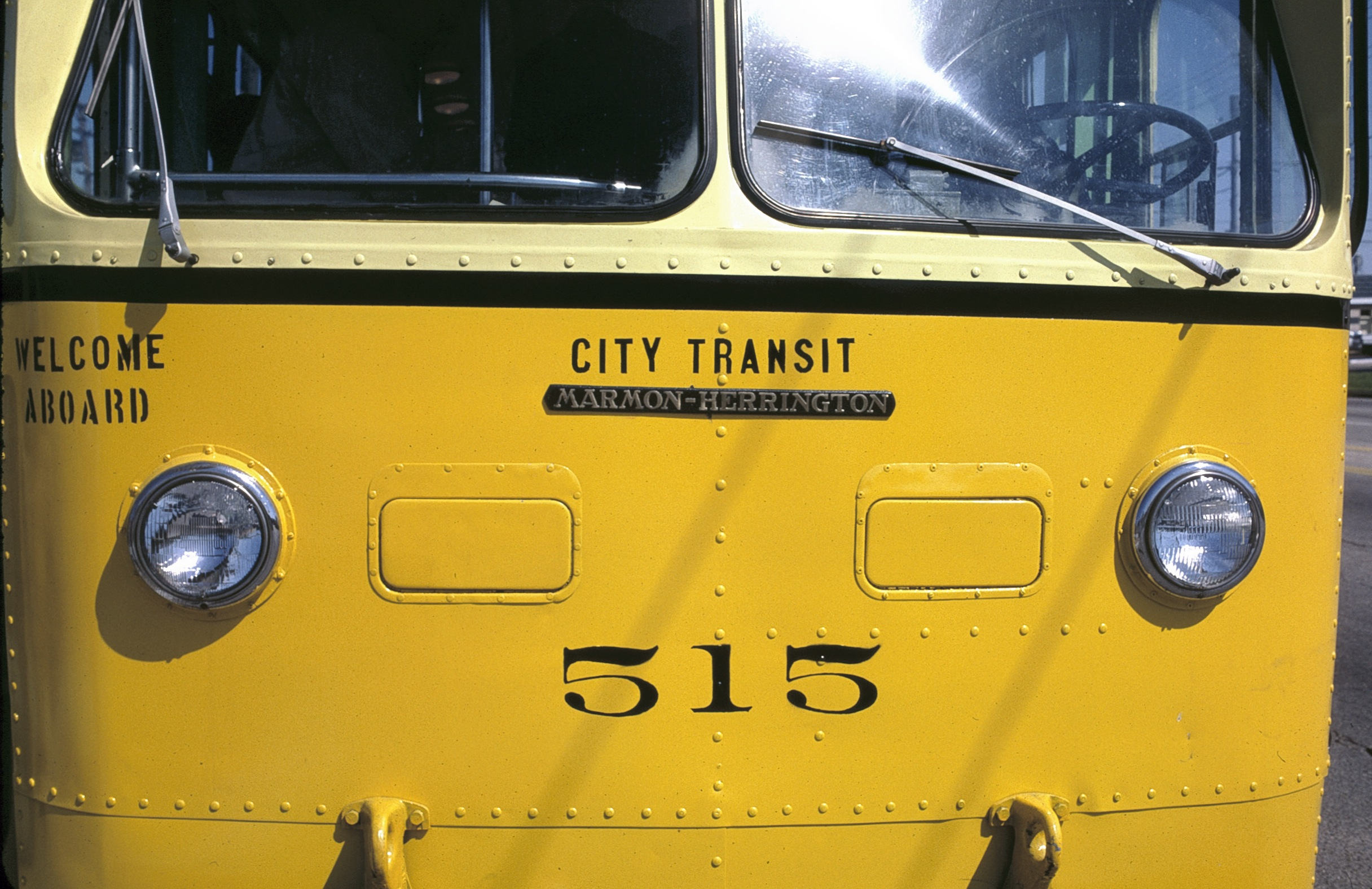
Placa con el nombre de Marmon-Herrington en un Trolebús de Dayton (debajo de "City Transit")

La producción de trolebuses duró desde 1946 hasta 1959. Se produjeron 1624 vehículos en total, todos en la fábrica de la empresa en Indianápolis. El último de los trolebuses 260 MH de San Francisco se retiró en 1976 y las últimas unidades de Filadelfia en 1981. Algunos trolebuses de la compañía retirados del servicio en los Estados Unidos se vendieron de segunda mano al Servicio de Transportes Eléctricos de la Ciudad de México entre finales de la década de 1960 y a finales de la década de 1970, y continuaron en servicio durante muchos años más en la red de trolebuses de la Ciudad de México. Aunque los últimos trolebuses Marmon-Herrington en su forma original fueron retirados por la compañía mexicana en 1988, muchos se sometieron a una reconstrucción de sus carrocerías en la década de 1980 realizada por la empresa local "Moyada", y continuaron en servicio. Los últimos cinco de estos trolebuses Marmon-Herrington remodelados por Moyada permanecieron en servicio hasta 2002. A finales de la década de 1950, el mercado de nuevos trolebuses en América del Norte se había agotado, ya la mayoría de redes de trolebuses estaban siendo desmanteladas. Los últimos pedidos de trolebuses que recibió la compañía se exportaron a las ciudades de Recife y Belo Horizonte en Brasil, que compraron 65 y 50 TC49, respectivamente, entregados en 1958–59. Recife reacondicionó algunos de sus TC49 en la década de 1980 y varios permanecieron en servicio hasta 2001.
El Museo del Ferrocarril de Illinois ha conservado dos antiguos trolebuses Marmon-Herrington de la Autoridad de Tránsito de Chicago y una tercera unidad procedente de Milwaukee.

## Desde 1960 hasta la actualidad
A principios de la década de 1960, la familia Pritzker compró la empresa, lo que supuso el fin de la fabricación de vehículos completos. Los diseños de camiones se vendieron a una nueva empresa que cotizaba bajo la marca Marmon, y la antigua planta principal y la sede de Marmon-Herrington en Indianápolis se cerraron en 1963. La producción restante pasó a formar parte de una asociación de empresas que en 1964 adoptó el nombre de Marmon Group. Durante la Guerra Fría, Marmon diversificó su línea de producción agregando equipos de soporte en tierra para aviones, misiles y cohetes, fabricados por su subsidiaria Cardair, con sede en Chicago.
La compañía Marmon-Herrington continúa hoy dedicada a la transformación de camiones comerciales a vehículos con tracción total, así como a la fabricación de transmisiones, cajas de cambio y ejes para vehículos pesados. Los ejes Marmon-Herrington todavía se pueden encontrar incluso en los vehículos militares y camiones comerciales más nuevos. Además de construir kits de instalación para tracción en las cuatro ruedas, la compañía también se ha convertido en un fabricante de cajas de transferencia y ejes de tracción delantera para el mercado de camiones de servicio mediano y pesado.
En 2008, el holding Berkshire Hathaway compró una participación mayoritaria en Marmon Holdings, que incluía al Marmon Group y a Marmon-Herrington.